# NGC 753
NGC 753 es una galaxia espiral  situada a 220 millones de años luz en la constelación de Andrómeda. Fue descubierta por el astrónomo Heinrich d'Arrest el 16 de septiembre de 1865  y es miembro del cúmulo Abell 262.
NGC 753 tiene aproximadamente 2-3 veces más masa que la Vía Láctea y está clasificada como una radiogalaxia.

## Características físicas
NGC 753 contiene dos brazos principales que se extienden 180° a cada lado de la galaxia, a partir de los cuales hay tres brazos más grandes y más débiles que se subdividen en varias ramas. Esta estructura abierta de los brazos puede deberse a la influencia de NGC 759, que es un compañero cercano de NGC 753 que se encuentra a 1.4 Mly de distancia.

## Agujero negro supermasivo
NGC 753 tiene un agujero negro supermasivo con una masa estimada de (2,2 ± 0,4) × 10 7 M☉. 

## Supernovas
NGC 753 ha albergado dos supernovas, SN 1954E que fue descubierta por Fritz Zwicky el 26 de septiembre de 1954   y AT 2018ddf que fue descubierta el 5 de julio de 2018. Ambas supernovas eran de tipos desconocidos.